# Boťany
Boťany (ungarisch Battyán – bis 1888 Bottyán) ist eine Gemeinde im Osten der Slowakei mit 1219 Einwohnern (Stand 31. Dezember 2024), die zum Okres Trebišov, einem Kreis des Košický kraj, gehört. Sie ist Teil der traditionellen Landschaft Zemplín.

## Geographie
Die Gemeinde befindet sich im Südosten des Ostslowakischen Tieflands, genauer noch in der Medzibodrožie (ungarisch Bodrogköz) genannten Landschaft zwischen dem Bodrog beziehungsweise hier Latorica und der Theiß. Die ukrainische Grenze verläuft nur ein paar Kilometer östlich. Das Ortszentrum liegt auf einer Höhe von 101 m n.m. und ist zehn Kilometer von Čierna nad Tisou, elf Kilometer von Kráľovský Chlmec sowie 63 Kilometer von Trebišov entfernt (jeweils Straßenentfernung).
Nachbargemeinden sind Kapušianske Kľačany und Ptrukša im Norden, Čierna im Südosten, Čierna nad Tisou im Süden, Bačka im Westen und sehr kurz Leles im Nordwesten.

## Geschichte
Boťany als Ort wurde im 13. Jahrhundert als Gut des comes Beche erwähnt. Namentlich ist er 1332 als Bacian beziehungsweise Bathian verzeichnet; andere alte Bezeichnungen sind Bacchian (1404), Baytam (1429) und Bottyan sowie Batthyan (1480). Im 14. Jahrhundert gehörte das Dorf zum Besitz der Geschlechter Bacskai und Bottyán, im 15. Jahrhundert hingegen der Familie Pányi, danach den Familien Tarkányi (im 16. Jahrhundert) sowie Sennyey (von 1698 bis zum 19. Jahrhundert).
1557 hatte Boťany insgesamt acht Porta, 1715 27 verlassene und zehn bewohnte Haushalte. 1763 brannte die ganze Ortschaft aus. 1828 zählte man 112 Häuser und 826 Einwohner, die von Landwirtschaft und als Förster in den einst größeren Waldflächen lebten.
Bis 1918/1919 gehörte der im Komitat Semplin liegende Ort zum Königreich Ungarn und kam danach zur Tschechoslowakei beziehungsweise heute Slowakei. Auf Grund des Ersten Wiener Schiedsspruchs lag er von 1938 bis 1944 noch einmal in Ungarn.

## Bevölkerung
| Jahr                | 1994 | 2004     | 2014    | 2024    |
| ------------------- | ---- | -------- | ------- | ------- |
| Anzahl der Personen | 1082 | 1245     | 1249    | 1219    |
| Unterschied         |      | +15,06 % | +0,32 % | −2,40 % |

| Jahr                | 2023 | 2024    |
| ------------------- | ---- | ------- |
| Anzahl der Personen | 1211 | 1219    |
| Unterschied         |      | +0,66 % |

Nach der Volkszählung 2011 wohnten in Boťany 1256 Einwohner, davon 824 Magyaren, 228 Roma, 159 Slowaken, zwei Tschechen sowie jeweils ein Mährer und Russine. 41 Einwohner machten diesbezüglich keine Angabe. 893 Einwohner bekannten sich zur römisch-katholischen Kirche, 94 Einwohner zur reformierten Kirche, 89 Einwohner zur griechisch-katholischen Kirche, 18 Einwohner zu den Zeugen Jehovas und ein Einwohner zur evangelischen Kirche A. B.; ein Einwohner bekannte sich zu einer anderen Konfession. 90 Einwohner waren konfessionslos und bei 70 Einwohnern wurde die Konfession nicht ermittelt.

## Gemeindepartnerschaft
- Vajdácska, Ungarn, seit 2015[5]

## Bauwerke
- römisch-katholische Herz-Jesu-Kirche im neogotischen Stil aus dem Jahr 1907